# Псевдоагрессия
Псевдоагрессия — действия, в результате которых может быть нанесён ущерб, но которым не предшествовали злые намерения.
В отличие от агрессии, под которой понимается целенаправленное деструктивное поведение, противоречащее нормам и правилам сосуществования людей в обществе, наносящее вред объектам нападения (одушевленным и неодушевленным), причиняющее физический вред людям, вызывает у них отрицательные переживания, состояние напряженности, страха, подавленности и т. д., в основе псевдоагрессии нет цели, намерения или желания причинить вред другому человеку.

## Виды псевдоагрессии
- непреднамеренная агрессия;
- игровая агрессия;
- агрессия как самоутверждение[1].

## Непреднамеренная агрессия
В качестве примера такого рода агрессии Э.Фромм приводит случайное ранение человека, то есть агрессию, произошедшую в ходе несчастного случая.

## Игровая агрессия
Данный вид псевдоагрессии не имеет в своем основании каких-либо отрицательных мотиваций и необходим для проявления мастерства и быстроты. Игровая агрессия проявляется в такого рода искусствах как сражение на мечах, стрельба из лука, фехтование. Несмотря на использование оружия данные виды деятельности не несут в себе намерений нанести вред противнику.

## Агрессия как самоутверждение
Взгляд на агрессию как способ самоутверждения подтверждается исследованиям в области воздействия мужских гормонов на агрессивность человека. Эксперименты Бимана на мышах показали, что мужской гормон выполняет роль стимулятора агрессивного поведения, однако не является его единственным условием. Мужчины, обладая большей «наступательной активностью, необходимой для самореализации» лучше реализуют себя в качестве охотников, генералов, в то время как женщины, склонные к эмпатии, становятся хорошими врачами и учителями. Однако и здесь есть исключения — многие представительницы «слабого» пола с легкостью справляются с самыми сложными задачами, непосильными для мужчин.
Проведенные в этой области исследования показали, что индивиды, которые имеют возможность свободно реализовывать свою агрессию самоутверждения, ведут себя менее враждебно, чем те, чья целеустремленная наступательность подавляется или снижается (например, авторитарными родителями).